# Adiuvante (immunologia)
L'adiuvante in immunologia è una sostanza in grado di stimolare il sistema immunitario e di aumentare la risposta a un vaccino, senza manifestare esso stesso proprietà antigeniche.
Per esempio un adiuvante può aumentare l'attivazione dei linfociti T stimolando l'accumulo di cellule che presentano l'antigene e promuovendo in tali cellule l'espressione di citochine e molecole costimolatorie.